# Laleh Pourkarim

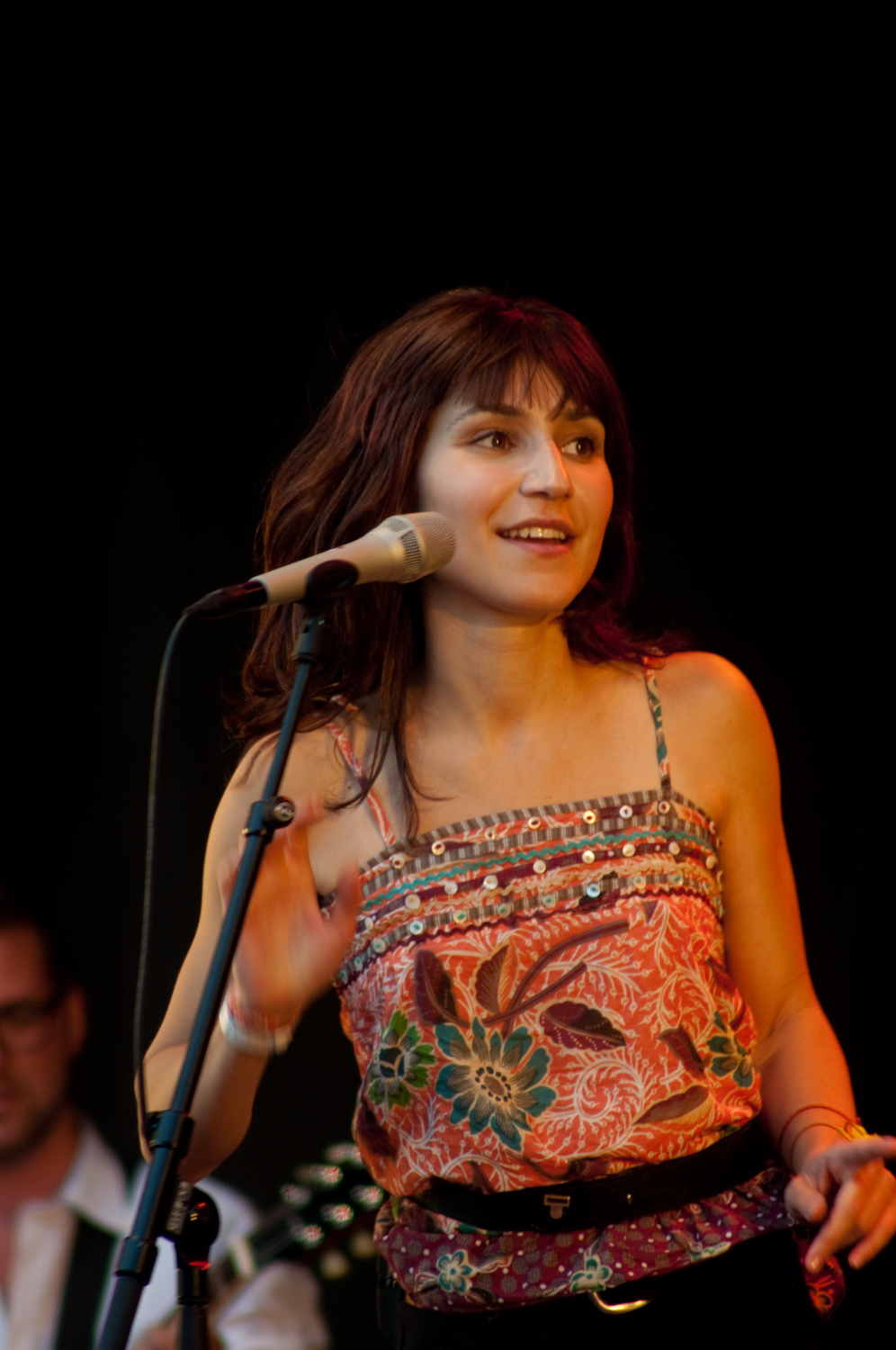
Laleh Pourkarim

Laleh Pourkarim (née le 10 juin 1982 à Bandar-e Anzali, Iran) est une auteur-compositeur interprète et actrice suédoise d'origine iranienne. Avant d'emménager à Göteborg, à l'âge de 12 ans, elle a vécu en Azerbaïdjan et à Minsk (Biélorussie). Elle a écrit et auto-produit son premier album éponyme en 2005, où elle chante en suédois, en anglais et en persan. Elle a reçu en 2005 trois récompenses aux victoires de la musique suédoises, sur sept nominations.
Elle a également tenu un des rôles principaux, celui de Yasmin, dans le film Jalla! Jalla!, réalisé par Josef Fares, un succès au box office suédois en 2000.

## Discographie

### Albums
- Laleh (2005)
- Prinsessor (2006)
- Me and Simon (2009)
- Sjung (2012)
- Colors (2013)
- Kristaller (2016)
- Vänta! (2019)
- Postcards (Songs Created For and With Friends) (2019)
- Vatten (2022)

### Singles
- "Invisible (My Song)" (EP, 2005)
- "Storebror" (EP, 2005)
- "Live Tomorrow" (2005)
- "Forgive But Not Forget" (2006)
- "November" (2006)
- "Call on Me" (2007)
- "Snö" (2007) avec l'Orchestre symphonique de Londres.
- "Simon Says" (2009)
- "Big City Love" (2009)
- "Bjurö klubb" (2009)
- "Mysteries" (2010)
- "Some Die Young" (2012)
- "Vårens Första Dag" (2012)
- "Framåt" (2023)
- "Vargtimme" (2023)

## Récompenses et distinctions
| Année | Cérémonie                 | Catégorie                      | Titre                  | Résultat |
| ----- | ------------------------- | ------------------------------ | ---------------------- | -------- |
| 2005  | Grammis Awards            | Album de l'année               | "Laleh"                | Nommée   |
| 2005  | Grammis Awards            | Artiste de l'année             | Laleh Pourkamin        | Gagnante |
| 2005  | Grammis Awards            | Nouvelle artiste de l'année    | Laleh Pourkamin        | Gagnante |
| 2005  | Grammis Awards            | Compositeur de l'année         | Laleh Pourkamin        | Nommée   |
| 2005  | Grammis Awards            | Producteur de l'année          | Laleh Pourkamin        | Gagnante |
| 2005  | Grammis Awards            | Parolier de l'année            | Laleh Pourkamin        | Nommée   |
| 2005  | Grammis Awards            | Ballade musicale de l'année    | "Live tommorow"        | Nommée   |
| 2006  | P3 Guld Awards            | Newcomer de l'année            | Laleh Pourkamin        | Gagnante |
| 2006  | P3 Guld Awards            | Gold Fox Award                 | Laleh Pourkamin        | Nommée   |
| 2006  | P3 Guld Awards            | Artiste féminin de l'année     | Laleh Pourkamin        | Gagnante |
| 2006  | P3 Guld Awards            | Meilleure single de l'année    | "Live tommorow"        | Nommée   |
| 2006  | Taubesällskapet           | Evert Taube Scholarship        | Laleh Pourkamin        | Gagnante |
| 2012  | Gaygalan                  | Artiste de l'année             | Laleh Pourkamin        | Gagnante |
| 2012  | Gaygalan                  | Chanson suédoise de l'année    | "Angeln I Rummet"      | Nommée   |
| 2012  | Ulla Billquist Prize      | Ulla Billquist Scholarship     | Laleh Pourkamin        | Gagnante |
| 2012  | Swedish Publisher Prize   | Parolier de l'année            | Laleh Pourkamin        | Gagnante |
| 2013  | P3 Guld Awards            | The Gold Mic (~ le micro d'or) | Laleh                  | Nommée   |
| 2013  | Grammis Awards            | Chanson de l'année             | "Some Die Young"       | Nommée   |
| 2013  | Grammis Awards            | Compositeur de l'année         | Laleh Pourkamin        | Nommée   |
| 2013  | Grammis Awards            | Artiste pop de l'année         | Laleh Pourkamin        | Nommée   |
| 2013  | Grammis Awards            | Parolier de l'année            | Laleh Pourkamin        | Nommée   |
| 2013  | Swedish Radio Chart Prize | Artiste de l'année             | Laleh                  | Gagnante |
| 2013  | Swedish Radio Chart Prize | Chanson de l'année             | "Some Die Young"       | Gagnante |
| 2013  | Swedish Radio Chart Prize | Compositeur de l'année         | Laleh Pourkamin        | Gagnante |
| 2016  | STIM The Platinum guitar  | Platinagitarren Scholarship    | Laleh Pourkamin        | Gagnante |
| 2017  | Grammis Awards            | Chanson de l'année             | "Bara få va mig själv" | Nommée   |
| 2017  | Grammis Awards            | Compositeur de l'année         | Laleh Pourkamin        | Nommée   |
| 2017  | Grammis Awards            | Artiste pop de l'année         | Kristaller             | Gagnante |
| 2017  | Grammis Awards            | Producteur de l'année          | Laleh Pourkamin        | Gagnante |